# استشعار المياه عن بعد

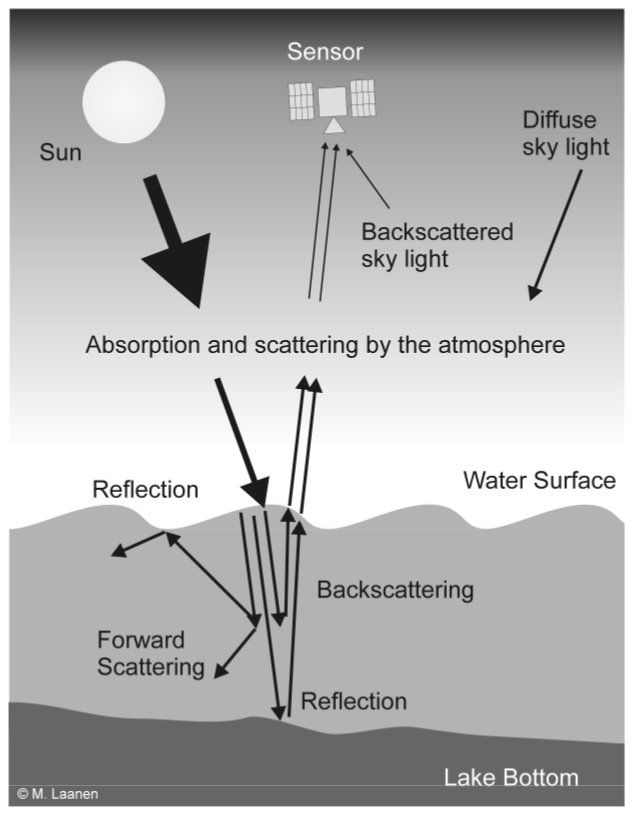

استشعار المياه عن بعد تدرس لون الماء من خلال مراقبة الطيف للإشعاع المغادر للماء. من دراسة هذا الطيف، يمكن استخلاص تركيز المكونات النشطة بصريا للطبقة العليا من الجسم المائي عن طريق خوارزميات محددة. لقد حظي رصد نوعية المياه بواسطة الاستشعار عن بعد والأدوات القريبة المدى باهتمام كبير منذ تأسيس الاتحاد الأوروبي(EU) التوجيه الإطاري للمياه.

## التاريخ
إذا تم تعريف الاستشعار عن بعد بالماء على أنه مراقبة المياه من مسافة من أجل وصف لونه، دون أخذ عينات من المياه، فإن التطور التدريجي لفهم شفافية المياه الطبيعية وسبب تنوعها في الوضوح وتلوينها كان قد رسم من عصر هنري هدسون Henry Hudson (1600) إلى شاندراسيخارا رامان Chandrasekhara Raman (1930). [2 ومع ذلك، فإن تطوير تقنيات الاستشعار عن بعد للمياه (عن طريق استخدام التصوير بالأقمار الصناعية والطائرات أو الأجهزة البصرية المدى القريب) لم تبدأ حتى أوائل 1970. هذه التقنيات الأولى التي تقيس الاختلافات الطيفية والحرارية في الطاقة المنبعثة من الأسطح المائية. شكل عام، تم تسوية العلاقات التجريبية بين الخصائص الطيفية ومعلمات نوعية المياه للجسم المائي. في عام 1974، ريتشي Ritchie وآخرون. (1974) نهجا تجريبيا لتحديد الرواسب العالقة. هذا النوع من النماذج التجريبية هي فقط قادرة على استخدام لتحديد معايير نوعية المياه من المسطحات المائية مع ظروف مماثلة. وفي عام 1992، استخدم سشيب Schiebe وآخرون نهجا تحليليا. (1992). واستند هذا النهج إلى الخصائص البصرية للمياه ولمعايير نوعية المياه لوضع نموذج قائم على أساس جسدي للعلاقة بين الخصائص الطيفية والفيزيائية للمياه السطحية المدروسة. تم تطبيق هذا النموذج القائم فعليا بنجاح من أجل تقدير تركيزات الرواسب العالقة.

## وظيفة
تسمح أجهزة استشعار المياه عن بعد بتسجيل لون الجسم المائي، الذي يوفر معلومات عن وجود وفرة من مكونات المياه الطبيعية النشطة بصريا. ويعرف طيف لون الماء بأنه خاصية بصرية ظاهرة للمياه
(apparent optical property(AOP .
وهذا يعني أن لون الماء يتأثر بالتوزيع الزاوي لحقل الضوء وطبيعة وكمية المواد في الوسط، في هذه الحالة. وهكذا، فإن قيمة هذه المعايير تتغير مع التغيرات في الخصائص البصرية وتركيزات المواد النشطة بصريا في الماء، والخواص البصرية الأصيلة inherent optical properties أو(IOPS) . و (IOPS) مستقلة عن التوزيع الزاوي للضوء لكنها تعتمد على نوع المواد الموجودة في الوسط أيضا. وعلى سبيل المثال، يعرف معامل التوهين المنتشر للإشعاعات السفلية للسطح، KD (وهو غالبا ما يستخدم كمؤشر لوضوح الماء أو عكارة المحيطات) بأنه AOP، بينما يعرف معامل الامتصاص ومعامل التشتت للوسط بأنه IOPS. هناك نهجان مختلفان لتحديد تركيز مكونات الماء النشط بصريا من خلال دراسة الأطياف. ويتألف النهج الأول من خوارزميات تجريبية تقوم على العلاقات الإحصائية، ويتكون النهج الثاني من خوارزميات تحليلية تقوم على عكس معايرة نماذج بيولوجية بصرية. وتعتبر المعايرة الدقيقة للعلاقات / النماذج المستخدمة شرطا مهما للانعكاس الناجح على تقنيات الاستشعار عن بعد في المياه وتحديد تركيز معايير نوعية المياه من ملاحظة بيانات الاستشعار عن بعد الطيفية. وبالتالي، تعتمد هذه التقنيات على قدرتها على تسجيل هذه التغيرات في التوقع الطيفي للضوء المنتشر من سطح الماء وربط هذه التغيرات المسجلة بمعايير نوعية المياه عن طريق النهج التجريبي أو التحليلي. اعتمادا على مكونات المياه من الفائدة وأجهزة الاستشعار المستخدمة، وسيتم تحليل أجزاء مختلفة من الطيف.

## المساهمة
وباستخدام أجهزة بصرية قريبة المدى (مثل أجهزة قياس الطيف، ومقاييس الإشعاع)، والطائرات أو طائرات الهليكوبتر (الاستشعار عن بعد المحمولة جوا)، و satellites، يقاس الضوء المنعكس من المسطحات المائية. على سبيل المثال، تستخدم الخوارزميات لاسترجاع معلمات مثل تركيز كلوروفيل]{ chlorophyll-a وتركيز الجسيمات العالقة
(Suspended Particulate Matter (SPMوالامتصاص بواسطة المواد العضوية المذابة الملونة في 440 نانومتر. إن قياس هذه القيم يعطي فكرة عن نوعية المياه للجسم المائي قيد الدراسة. قد يشير تركيز عال جدا من الأصباغ الخضراء مثل الكلوروفيل إلى وجود إزهار الطحالب، على سبيل المثال، بسبب عمليات الإثراء الغذائي. وهكذا، يمكن استخدام تركيز الكلوروفيل كمؤشر للحالة الغذائية للجسم المائي. وبالمثل، يمكن استخدام معايير الجودة البصرية الأخرى مثل الجسيمات أو المواد الجسيمية المعلقة (SPM), والمواد العضوية المذابة الملونة (CDOM), والشفافية (Kd), وكلوروفيل-(Chl-a) يمكن استخدامها لمراقبة نوعية المياه.